# Różyczka liściowa

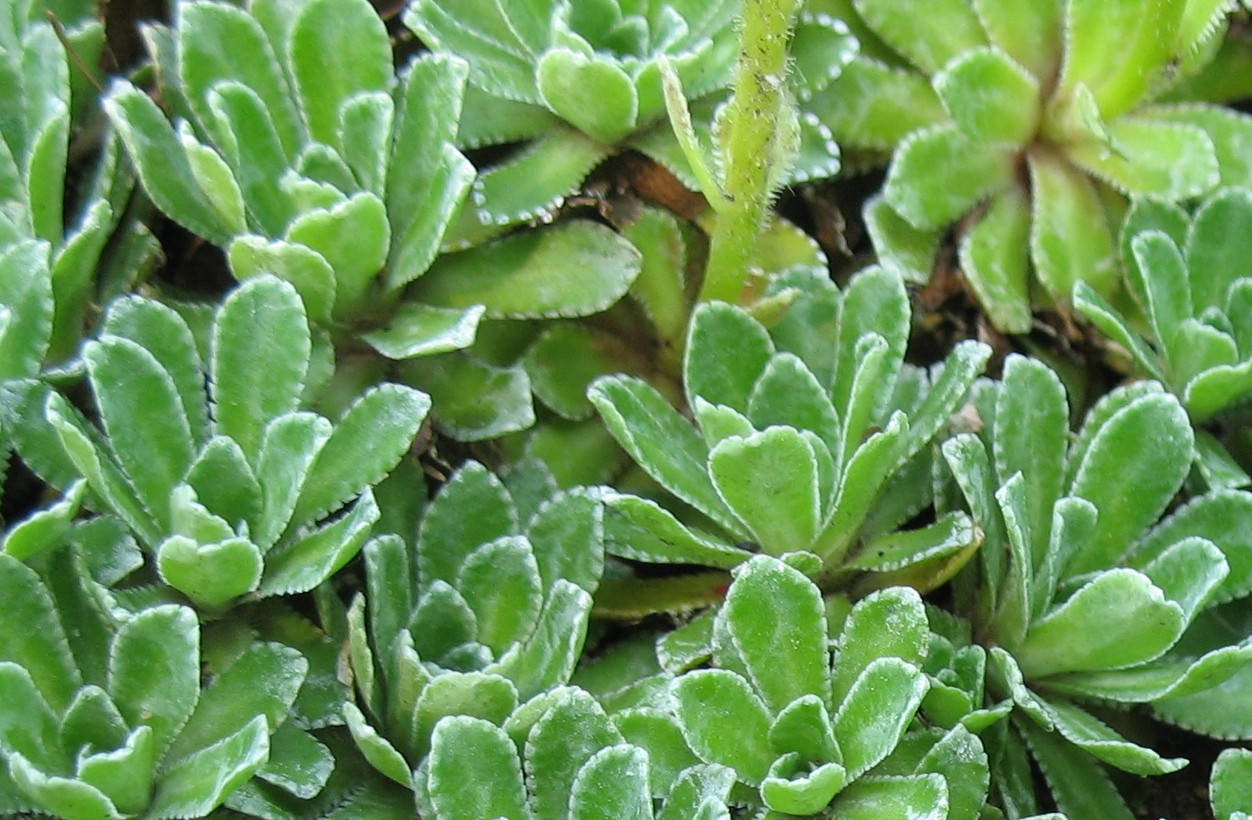
Różyczki liściowe skalnicy gronkowej

Różyczka liściowa, rozeta liściowa (łac. rosula, ang. Rosette) – kępa liści, które nie wyrastają z łodygi, lecz tuż przy podłożu, ze szczytowej części korzenia lub kłącza. Są one mniej więcej równomiernie rozmieszczone, czasami tworzą gęstą, zbitą  kępę (np. u rojnika górskiego). Różyczki liściowe występują często u roślin wysokogórskich lub rosnących w terenach suchych. Jest to przystosowanie ułatwiające roślinie przetrwanie silnych mrozów, wiatrów i suszy.

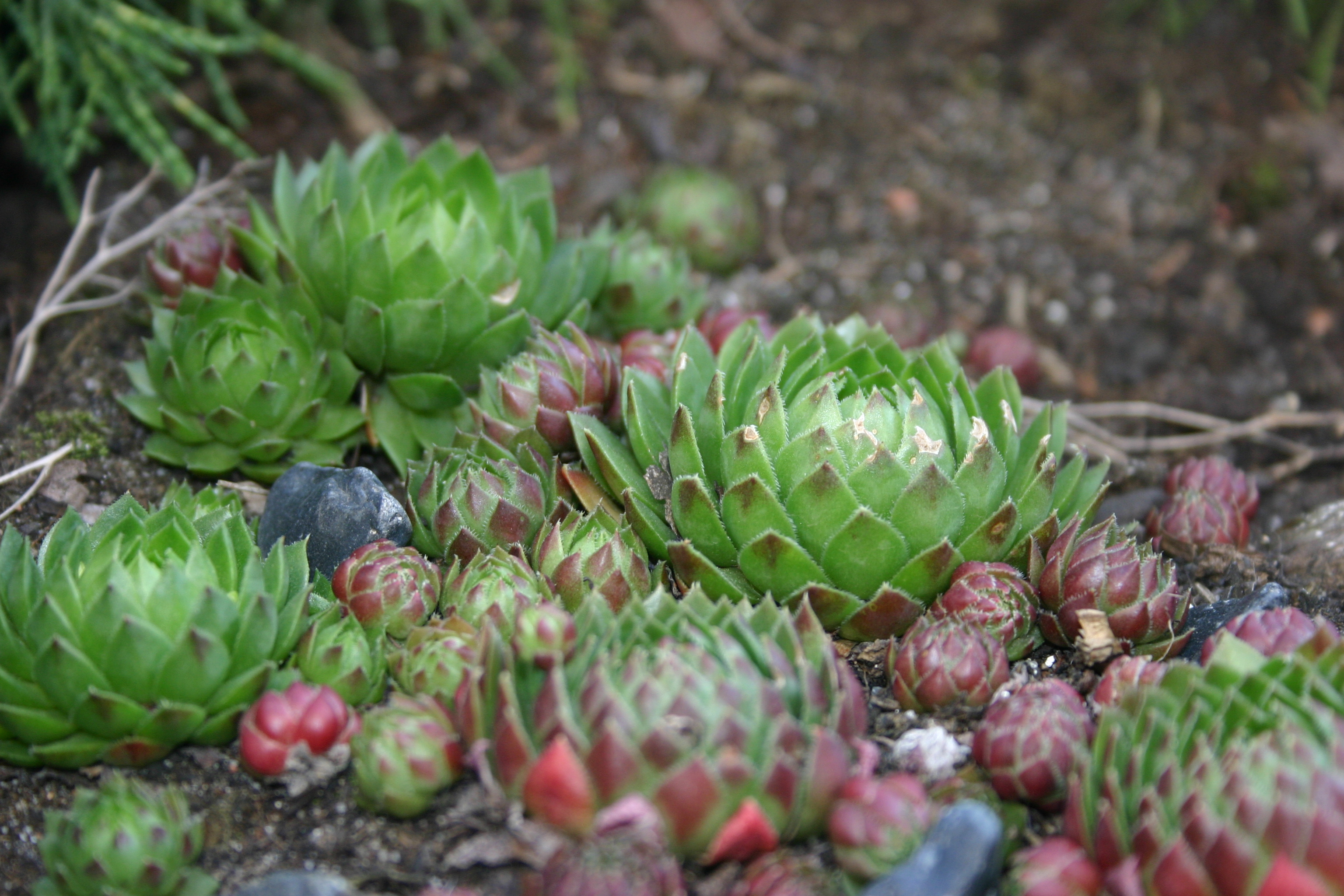
Różyczki liściowe rojnika

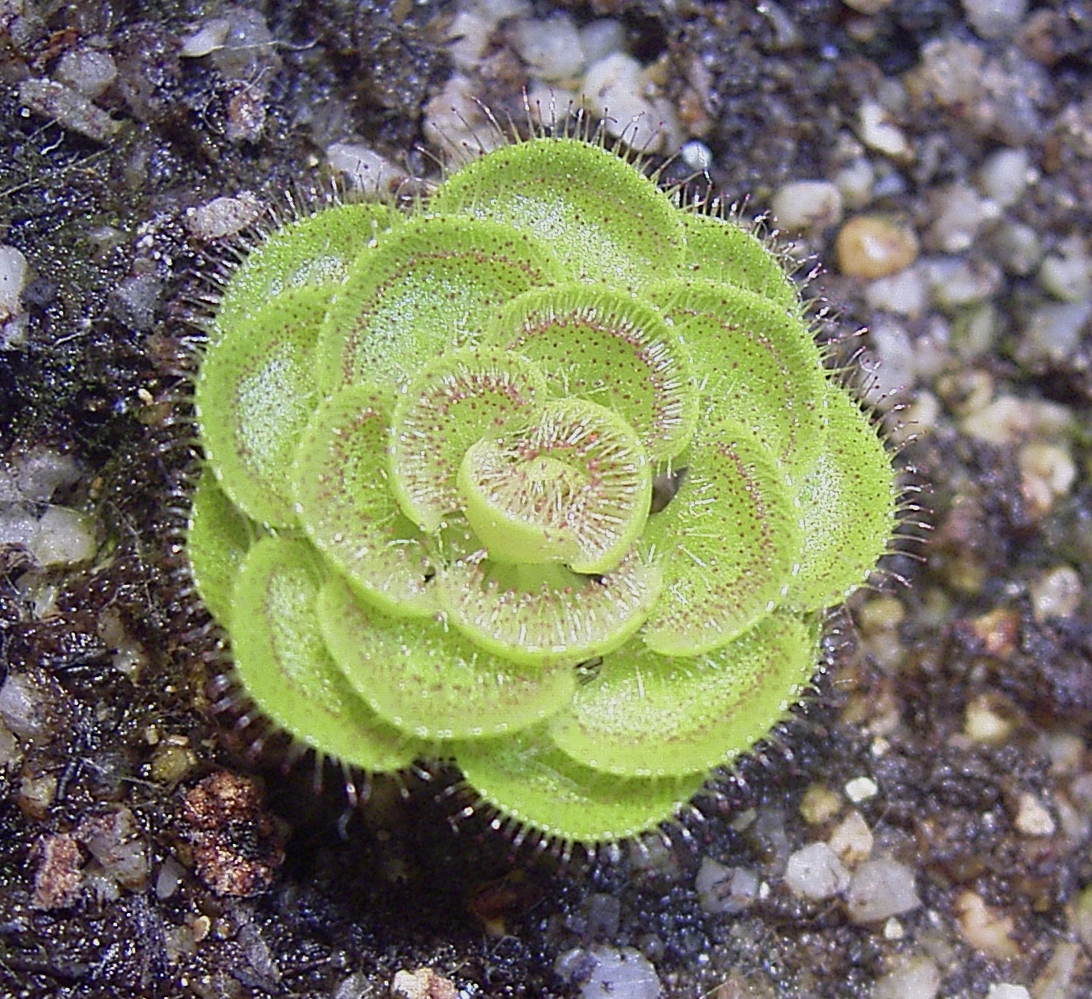
Różyczka liściowa rosiczki